# Limnophila basalis
Limnophila basalis är en tvåvingeart som först beskrevs av Walker 1856.  Limnophila basalis ingår i släktet Limnophila och familjen småharkrankar. Inga underarter finns listade i Catalogue of Life.